# Visitando o Sr. Green
Visitando o Sr. Green é uma peça de teatro provocativa e muito popular do autor americano Jeff Baron, que se tornou uma das mais produzidas em todo o mundo.

## Sinopse
O viúvo Sr. Green, de 86 anos, é quase atropelado pelo jovem executivo Ross Gardiner. Considerado culpado de direção imprudente, Ross é condenado a passar os próximos seis meses realizando visitas semanais ao Sr. Green.  O que se inicia como uma comédia sobre duas pessoas estranhas que se ressentem de ter que compartilhar o mesmo ambiente, ainda por pouco tempo, transforma-se em um drama envolvente e emocionante à medida que segredos vão sendo revelados e antigas feridas começam a ser abertas.

## História
Teve sua estréia mundial no Berkshire Theatre Festival Stockbridge, MA, Estados Unidos, estrelado por Eli Wallach, em 20 de julho de 1996.  
De 1997 a 1998, ainda com Eli Wallach no papel principal, teve uma temporada anual no Union Square Theatre em Nova York. A peça já teve mais de 300 produções em 37 países e foi traduzida para 22 idiomas. 
No Brasil, estreou no ano 2000, com Paulo Autran no papel de Sr. Green e Dan Stulbach como Ross Gardiner.
Em 2015, sob direção de Cássio Scapin, com Sérgio Mamberti e com Ricardo Gelli.